# غافين باديلي
غافين باديلي (بالإنجليزية: Gavin Baddeley)‏ هو صحفي وكاتب بريطاني، ولد في 28 ديسمبر 1966 في كامبريدج في المملكة المتحدة.